# Megachernes himalayensis
Megachernes himalayensis är en spindeldjursart som först beskrevs av Edvard Ellingsen 1914.  Megachernes himalayensis ingår i släktet Megachernes och familjen blindklokrypare. Inga underarter finns listade i Catalogue of Life.